# Aage Hertel
Aage Hertel (17. oktober 1873 på Frederiksberg – 3. januar 1944 smst) var en dansk skuespiller.
Han var først i lære som teatermaler på Det kongelige Teater, men blev bidt af skuespillet og blev optaget på Det kongelige Teaters elevskole. Senere kom han til Dagmarteatret (1901-1909) og Odense Teater (1923-1924).
Han filmdebuterede hos Nordisk Film i 1910 og blev et af selskabets mere produktive skuespillere. Han medvirkede indtil 1928 i omkring 90 stumfilm. I 1936 medvirkede han også i en enkelt tonefilm (Millionærdrengen). Han spillede især i forskellige skurkeroller og er kendt for skurken i hhv. serien om Gar el Hama og serien om Manden med de ni Fingre.
Han var søn af oberst Harald Christian Hertel (1827-1881) og kone Michaelle Elisabeth Thomsen. I 1901 blev han gift med nordmanden Lulla Omsted (født. 1870) – ægteskabet senere opløst. Han døde den 3. januar 1944 og ligger begravet på Garnisons Kirkegård i København.

## Filmografi
| - Helgeninderne (instruktør Benjamin Christensen) - Dobbeltgængeren (som Harry Taxon, bedrager; instruktør Holger Rasmussen, 1910) - Elskovsbarnet (som Vicomte d'Esternay; ukendt instruktør, 1910) - Mellem Pligt og Kærlighed (ukendt instruktør, 1910) - De fire Djævle (som Grev Taube; instruktør Robert Dinesen, Carl Rosenbaum, Alfred Lind, 1911) - Dr. Gar el Hama (som Dr. Gar el Hama; instruktør Eduard Schnedler-Sørensen, 1911) - Den farlige Alder (som Den italienske sanger; instruktør August Blom, 1911) - Hamlet (som Claudius, konge af Danmark; instruktør August Blom, 1911) - Ungdommens Ret (instruktør August Blom, 1911) - Livets Løgn (instruktør August Blom, 1911) - Dødsspring til Hest fra Cirkuskuplen (som cirkusdirektør Winge; instruktør Eduard Schnedler-Sørensen, 1912) - Dr. Gar el Hamas Flugt (som Dr. Gar el Hama; instruktør Eduard Schnedler-Sørensen, 1912) - Montmartrepigen (som Jack, James' ven; ukendt instruktør, 1912) - Hjærternes Kamp (instruktør August Blom, 1912) - Kærlighed og Penge (instruktør Leo Tscherning, 1912) - Bagtalelsens Gift (som Klovnen Pierre; instruktør Valdemar Hansen, 1912) - Dødens Brud (som Otte Beckert, læge, Aases fætter; instruktør August Blom, 1912) - Det farlige Spil (som Willy, skuespiller; instruktør Eduard Schnedler-Sørensen, 1912) - Tropisk Kærlighed (instruktør August Blom, 1912) - Kærlighed og Venskab (som en russisk fyrste; instruktør Eduard Schnedler-Sørensen, 1912) - Jeg vil ha' en Søn (ukendt instruktør, 1912) - Et Drama i Kystbanetoget (instruktør Eduard Schnedler-Sørensen, 1913) - Højt Spil (som Wroblewsky, politiagent; instruktør August Blom, 1913) - En farlig Forbryderske (instruktør Eduard Schnedler-Sørensen, 1913) - Staalkongens Villie (instruktør Holger-Madsen, 1913) - Gøglerens Datter (instruktør Leo Tscherning, 1913) - Pressens Magt (som Peppe Purillo, redaktør; instruktør August Blom, 1913) - Den tredie Magt (som Miller, spion; instruktør August Blom, 1913) - Amors Krogveje (instruktør Robert Dinesen, 1914) - Opiumsdrømmen (instruktør Holger-Madsen, 1914) - Eventyrersken (som Baron Otto Gyldenkrantz; instruktør August Blom, 1914) - Gar el Hama III (som Gar-el-Hama; instruktør Robert Dinesen, 1914) - Søvngængersken (instruktør Holger-Madsen, 1914) - Tugthusfange No. 97 (som Friedrich Blaske, fange; instruktør August Blom, 1914) | - Manden med de ni Fingre I (som John Smith, "Manden med de 9 Fingre"; instruktør A.W. Sandberg, 1915) - Manden med de ni Fingre II (som John Smith, "Manden med de 9 Fingre"; instruktør A.W. Sandberg, 1915) - Juvelerernes Skræk (som John Vermiel, "Skelethaanden"; instruktør instruktør Alexander Christian, 1915) - En Skæbne (som William Sullivan, eventyrer; instruktør Robert Dinesen, 1915) - Et Haremsæventyr (som Sheik Achmed Bey; instruktør Holger-Madsen, 1915) - Naar Hævngløden slukkes (som Fyrst Albert den Attende; instruktør Robert Dinesen, 1915) - Brandmandens Datter (som Wendel, balletmester; instruktør Alfred Cohn, 1915) - Barnets Magt (som Milot, forbryder; instruktør Holger-Madsen, 1915) - Pro Patria (som Løjtn. Rudolph Swaiz; instruktør August Blom, 1916) - Hvo, som elsker sin Fader (som Grev Hilmer, konseilpræsident; instruktør Holger-Madsen, 1916) - Det gaadefulde Væsen (som Jean Velour, kunstmaler; instruktør Robert Dinesen, Lau Lauritzen Sr., 1916) - De evige Flammer (som Shir-ben-Hadack, nomadehøvding; instruktør instruktør Alexander Christian, 1916) - Gentlemansekretæren (som Lord Cecil Roadburn; instruktør Martinius Nielsen, 1916) - Hendes Ungdomsforelskelse (som Den ægyptiske fyrste; instruktør Martinius Nielsen, 1916) - Proletardrengen (som Blank, forbryder; instruktør A.W. Sandberg, 1916) - Gar el Hama IV (som Gar el Hama; instruktør Robert Dinesen, 1916) - Prinsessens Hjerte (som Storfyrst Mikael; instruktør Hjalmar Davidsen, 1916) - Manden med de ni Fingre III (som John Smith, "Manden med de 9 Fingre"; instruktør A.W. Sandberg, 1916) - Manden med de ni Fingre IV (som John Smith, "Manden med de 9 Fingre"; instruktør A.W. Sandberg, 1916) - Penge (som Daigremont, rigmand; instruktør Karl Mantzius, 1916) - Klovnen (som Tjener hos Grev Henri; instruktør A.W. Sandberg, 1917) - Fjeldpigen (som Sorte Jack; instruktør Eduard Schnedler-Sørensen, 1917) - Manden med de ni Fingre V (som John Smith, "Manden med de 9 Fingre"; instruktør A.W. Sandberg, 1917) - Kærligheds-Væddemaalet (som Baron von Feldthausen, Maurices ven; instruktør August Blom, 1917) - Kvinden med de smukke Øjne (som Grimbert, pengeudlåner; instruktør Alexander Christian, 1917) - Fiskerlejets Datter (som Kunstmaler Martens, Poul Gerners ven; instruktør Hjalmar Davidsen, 1917) - Pax æterna (instruktør Holger-Madsen, 1917) | - Dommens Dag (som Luigi d'Aostra, bankier; instruktør Fritz Magnussen, 1918) - Ansigtet i Floden (som Philip Roberts; instruktør Hjalmar Davidsen, 1918) - Pigen fra Klubben (som Lord Ernest Blackville; instruktør Eduard Schnedler-Sørensen, 1918) - Den firbenede Barnepige (instruktør Lau Lauritzen Sr., 1918) - En Kunstners Kærlighed (som Professor dr. med. Raymond; instruktør A.W. Sandberg, 1918) - I Opiumets Magt (som Collin, bankier; instruktør Robert Dinesen, 1918) - Kammerpigen (som Edmund Glob, inspektør hos Berner; instruktør Robert Dinesen, 1918) - Gar el Hama V (som Gar el Hama; instruktør Robert Dinesen, 1918) - Tidens barn (som Hans Helmers, værkfører; instruktør Martinius Nielsen, 1918) - Lykkens Budbringer (som Otto Kern, ingeniør; instruktør instruktør Alexander Christian, 1918) - Manden med Arret (som Guido, kanonfotograf; instruktør A.W. Sandberg, 1918) - Gøglerbandens Adoptivdatter (som Percival Ramsay, generaldirektør; instruktør Robert Dinesen, 1919) - Grevindens Ære (som Friherre Emmerich von Saza; instruktør August Blom, 1919) - Kærlighedens Almagt (som Baron Liegundt; instruktør A.W. Sandberg, 1919) - Maharadjahens Yndlingshustru II (som Tumai, Dewaputras fortrolige; instruktør August Blom, 1919) - Konkurrencen (som Dr. Otto; instruktør Robert Dinesen, 1919) - Via Crucis (som fristeren; instruktør August Blom, 1920) - Kærlighedsvalsen (som Hushovmesteren på Borghjelm; instruktør A.W. Sandberg, 1920) - Har jeg Ret til at tage mit eget Liv? (som Veksellerer Hugo Steiner; instruktør Holger-Madsen, 1920) - Prometheus I-II (som Iwan Vorontzoff, forretningsfører; instruktør August Blom, 1921) - Häxan (som Heksedommer; instruktør Benjamin Christensen, 1922; dansk/svensk) - Den sidste Dans (som Ludvigsen; instruktør A.W. Sandberg, 1923) - En Kæreste for meget (som Slotsfogeden; instruktør Johannes Meyer, 1924) - Maharajahens Yndlingshustru (som Randhi; instruktør A.W. Sandberg, 1926) - Jokeren (som Jonny, Borwicks tjener; instruktør Georg Jacoby, 1928; dansk/tysk) - Millionærdrengen (instruktør A.W. Sandberg, 1936) |